# لويس ويلر
لويس ويلر (بالإنجليزية: Louis Weller)‏ هو لاعب كرة قدم أمريكية أمريكي، ولد في 2 مارس 1904 في أناداركو في الولايات المتحدة، وتوفي في 1 أبريل 1979 في ألباكركي في الولايات المتحدة.

## وصلات خارجية
- لويس ويلر على موقع مرجع كرة القدم المحترفة.كوم (الإنجليزية)
- لويس ويلر على موقع قاعة كنساس للمشاهير الرياضية (مؤرشف) (الإنجليزية)